# حبيل حرفة (المسيمير)

تعديل مصدري - تعديل

حبيل حرفة هي إحدى قرى عزلة المسيمير بمديرية المسيمير التابعة لمحافظة لحج، بلغ تعداد سكانها 93 نسمة حسب تعداد اليمن لعام 2004.